# Nippon Cargo Airlines
Nippon Cargo Airlines Company conosciuta soprattutto come NCA, è una compagnia aerea cargo con sede a Narita e base operativa presso l'aeroporto Internazionale Narita. Le sue rotte toccano diversi aeroporti tra Asia, Europa e Nord America.

## Storia
Nippon Cargo Airlines venne fondata il 21 settembre 1978 ma, nonostante la compagnia avesse già acquistato da tempo due B747-200F, il primo volo venne effettuato solamente l'8 maggio 1985. La tratta Tokyo-San Francisco-New York veniva effettuata sei volte la settimana, ma spesso gli aerei viaggiarono semivuoti a causa della recessione in atto negli Stati Uniti. Nei mesi successivi, grazie alla puntualità ed alla qualità del servizio, NCA cominciò a guadagnare sempre più clienti ed il 15 ottobre venne consegnato il terzo aereo che venne utilizzato soprattutto come charter.
Nell'estate del 1986 vennero aperte le nuove rotte su Hong Kong e Singapore che diedero un notevole impulso agli affari della compagnia, mentre nell'ottobre dello stesso anno fu concessa l'autorizzazione per volare a New York facendo scalo ad Anchorage.
Nel gennaio 1988 venne consegnato il quarto B747-200F e cominciarono i negoziati per aprire una base europea; nell'aprile seguente venne scelta Amsterdam sulla quale vennero programmati due voli settimanali; nel luglio dello stesso anno venne aperta la base di Bangkok. A partire dall'estate del 1990 NCA poté effettuare voli anche su Chicago e su Los Angeles, ampliando così la sua presenza nel mercato statunitense.
I primi anni novanta videro una notevole espansione delle destinazioni, con l'aggiunta di Seul e di Milano; nel 1997 si aggiunse anche Shanghai, seguita da Francoforte, Londra e Manila, mentre la flotta arrivò ad essere composta da otto B747-200F
Il 25 marzo 2001, con l'entrata in vigore dell'orario estivo, NCA effettuava 48 voli settimanali, grazie anche all'acquisto di altri due aerei. Nel 2002, dopo gli attentati dell'11 settembre, la domanda di voli cargo negli Stati Uniti subì una netta diminuzione, costringendo la compagnia a lasciare a terra l'undicesimo aereo appena consegnatole.
A partire dal 2005 i B747-200F vennero gradualmente sostituiti con i più nuovi e capienti B747-400F, nello stesso anno venne effettuato un ordine per 14 B747-800F, diventandone il cliente di lancio insieme alla lussemburghese Cargolux.

## Identità aziendale
Inizialmente NCA era una joint venture tra diverse compagnie di spedizioni internazionali (Kawasaki Kisen Kaisha, Nippon Express, Nippon Yusen, Mitsui O.S.K. Lines, Yamashita Shinnon Steamship) e la principale compagnia aerea del paese, la All Nippon Airways; la compagnia è detenuta interamente da Nippon Yusen.

## Flotta

### Flotta attuale
A dicembre 2022 la flotta di Nippon Cargo Airlines è così composta:

### Flotta storica
Nippon Cargo Airlines operava in precedenza con i seguenti aeromobili: